# Jacob Lang
Jacob Lang, auch Jakob Lange (* 1. Juni 1648 in Gävle; † 17. Februar 1716 in Linköping) war ein schwedischer lutherischer Geistlicher, der vor allem im Baltikum wirkte. Er war der letzte lutherische Bischof von Reval und zuletzt Bischof von Linköping.

## Leben
Jacob Lang war ein Sohn des gleichnamigen Kaufmanns Jacob Lang und dessen Frau Kerstin Hendriksdotter. Er wuchs in Oulu auf und studierte ab 1664 an der Universität Uppsala, 1666 an der Akademie zu Turku/Åbo und 1667 wieder in Uppsala. 1677 besuchte er die Universität Oxford. Im Jahr darauf begleitete er den schwedischen Gesandtschaftssekretär Nils Lillieroot nach Paris. Von 1680 bis 1681 war er dort Gesandtschaftsprediger bei Botschafter Nils Bielke.
1683 wurde er zum Pastor ordiniert. Seine erste Pfarrstelle war als Propst der Festung Nyenschanz in Ingermanland. 1688 oder 1690 wurde er Superintendent in Narva. 1690 wurde er in Åbo zum Dr. theol. promoviert. 1700 erfolgte seine Ernennung zum Generalsuperintendenten von Schwedisch-Livland und Prokanzler der Academia Gustavo-Carolina, der heutigen Universität Tartu. Im Jahr darauf wurde er nach Joachim Salemanns Tod Bischof von Reval. 
Als während des Großen Nordischen Kriegs die Russen 1710 Livland und Estland eroberten, floh Lang nach Stockholm. Mit Lang endete die Reihe der lutherischen Bischöfe. Ab 1715 übernahm jeweils ein Mitglied des ständischen Landratskollegiums das Amt des Konsistorialpräsidenten und damit bis ins 19. Jahrhundert die Leitung der lutherischen Kirche in Estland.
1711 ernannte König Karl XII. Lang zum Bischof von Linköping. Er starb 1716 in Linköping und wurde im Dom zu Linköping begraben, wo sein Grabstein mit einer lateinischen Inschrift erhalten ist. 
Seit 1682 war er verheiratet mit Anna, geb. Bunge (* 1661), einer Tochter des Stockholmer Bürgermeisters Mårten Bunge. Der Sohn des Paares Jakob Lang († 1752) wurde 1716 unter den Namen von Lagercreutz in den schwedischen Adelsstand erhoben.

## Werke
- Introductio catechumeni in Sacram Scripturam, quam pro consequendo gradu doctoratus in theologia ... publico bonorum examini submittit Jacobus J. Lang ... respondente Henningo Fuldha ... in inclyta Academia Aboensi ... ad diem Junii a. M.DC.LXXXX ... Turku; Schwabach: Pfotenhauer 1690 (Digitalisat)